# 特拉耶爾嶺
特拉耶爾嶺（英語：Trajer Ridge），是南極洲的山嶺，位於伊利沙伯女皇地，處於布雷德內斯半島南部，海拔高度約125米，該山嶺現時由南極條約體系管理。